# Sheena Mackintosh
Asthore Sheena Douglas Mackintosh (verheiratete Hilleary; * 10. November 1928 in London; † 13. Dezember 2018) war eine britische Skirennläuferin.

## Biographie
Sheena Mackintosh entstammt einer sportlichen Familie. Ihr Vater Chris Mackintosh war unter anderem als Bobsportler und Weitspringer aktiv, ihre Geschwister Vora, Charlach und Douglas Mackintosh waren ebenfalls als Skirennläufer aktiv.
Sheena war zuerst als Springreiterin aktiv, bevor sie sich dem Skisport zuwandte. Sie nahm 1948 und 1952 an den Olympischen Winterspielen teil, wobei sie ihr bestes Ergebnis 1948 mit Rang 21 im Slalom erzielte.
1951 und 1952 wurde sie britische Meisterin in der Alpinen Kombination, 1950 hatte sie noch den Vizemeistertitel gewonnen.

## Erfolge

### Olympische Winterspiele
- St. Moritz 1948: 21. Slalom, 24. Alpine Kombination, 33. Abfahrt
- Oslo 1952: 26. Abfahrt, 28. Riesenslalom, 28. Slalom

### Weltmeisterschaften
- St. Moritz 1948: 21. Slalom, 24. Alpine Kombination, 33. Abfahrt
- Oslo 1952: 26. Abfahrt, 28. Riesenslalom, 28. Slalom

### Weitere Erfolge
- Britische Meisterin in der Alpinen Kombination (1951, 1952)
- Britische Vizemeisterin in der Alpinen Kombination (1950)